# 府川不莠
府川 不莠（ふかわ ふゆう、明和7年（1770年） - 天保4年1月29日（1833年3月8日））は、江戸時代の俳人。武蔵国桶川宿本陣の9代目。甚右衛門義重。俳号を不莠。府川志風の子。松村篁雨の追善集「盆かはらけ」（文政7年刊）に「匕置て二百十日のあらしかな」と句を寄稿している。辞世の句は、「まくさ刈る野辺のわらはや道遠く我住里へ径連行ばや」（墓石に刻まれている）。墓所は桶川市の大雲寺。